# Prinzenkopf
Der Prinzenkopf ist ein 235,5 m ü. NHN hoher Berg in der Ortsgemeinde Pünderich an der Mosel im rheinland-pfälzischen Landkreis Cochem-Zell. Er ist etwa 700 m von der Marienburg entfernt und befindet sich an einer etwa 500 m schmalen Verengung einer Moselschleife, die um den Zeller Ortsteil Barl herumführt. Die Berghöhe wird nach anderen älteren Quellen auch mit 237,5 m ü. NHN angegeben.

## Prinzenkopfturm
Schon 1888 stand auf dem Prinzenkopf ein hölzerner Aussichtsturm, der 1899 durch einen Steinturm ersetzt wurde. Dieser wurde 1945 nach Sprengungen durch die amerikanische Armee zerstört. Ein 1983 errichteter hölzerner Aussichtsturm wurde im September 2008 demontiert, um an seiner Stelle durch eine Stahlkonstruktion als neuer Aussichtsturm ersetzt zu werden. Er wurde am 31. Mai 2009 für die Benutzung freigegeben, an diesem Tag bestiegen 974 Besucher den Turm.
Vom Prinzenkopfturm bietet sich ein weiter Blick über die Moselschleife und die Ortschaften Pünderich, Reil, Alf, Alf-Fabrik, Bullay, Zell und zur Marienburg.
Auf dem Turm betreibt der Mobilfunkanbieter Telefonica Deutschland eine BTS (Base Transceiver Station), welche die Ortschaften Bullay, Alf und Plünderich mit GSM (2G) versorgt. Ein breitbandiger Ausbau mit LTE ist an diesem Standort bisher nicht vorgesehen. Beim Abriss des alten Turms wurde die Antennenanlage für die Dauer der Arbeiten durch eine temporäre Station, etwa 50 m unterhalb des Turmstandortes ersetzt.

## Tunnel
Beachtenswert ist der unter dem Prinzenkopf verlaufende und 1878 als Teil der Kanonenbahn gebaute Prinzenkopftunnel (459 m) und das damit verbundene längste Hangviadukt Deutschlands (786 m, 1880 gebaut). Die Gewölbereihenbrücke hat 92 Öffnungen mit 7,2 Meter lichter Weite. Nördlich des Tunnels schließt sich die Doppelstockbrücke (Bullay) (1877/1878) an, Deutschlands erste kombinierte Eisenbahn- und Straßenbrücke der Moselstrecke von Alf nach Bullay.

## Ehrenfriedhof
Nordwestlich des Aussichtsturmes gibt es einen Ehrenfriedhof. Hier sind die Toten der Kämpfe um den Prinzenkopf vom 12.–17. März 1945 begraben.

## Wanderwege
Das Gebiet um den Prinzenkopf ist durch zahlreiche Wanderwege erschlossen. Der Fernwanderweg Moselsteig verläuft von Reil kommend über den Prinzenkopf nach Barl und weiter nach Zell. Seit September 2005 existiert der Kulturwanderweg Kanonenbahn, der von Bullay nach Reil über den Prinzenkopf führt. Er benutzt auf einer Teilstrecke den sogenannten Roten Pfad von Pünderich nach Alf. Der Rote Pfad hat seinen Namen von der roten Erde am Hang. Der Pfad führt an den zweihundertjährigen Drei Eichen vorbei, einem Naturdenkmal seit 1938.
Schutzhütten sind die Drieschhütte und die Hütte an der Dünwald-Höhe (unbewirtschaftet).
Unweit des Prinzenkopfes befindet sich der Leofelsen mit gleichnamiger Schutzhütte. Ein Wanderpfad führt über einen schmalen Grat in Richtung Burg Arras.

## Bildergalerie

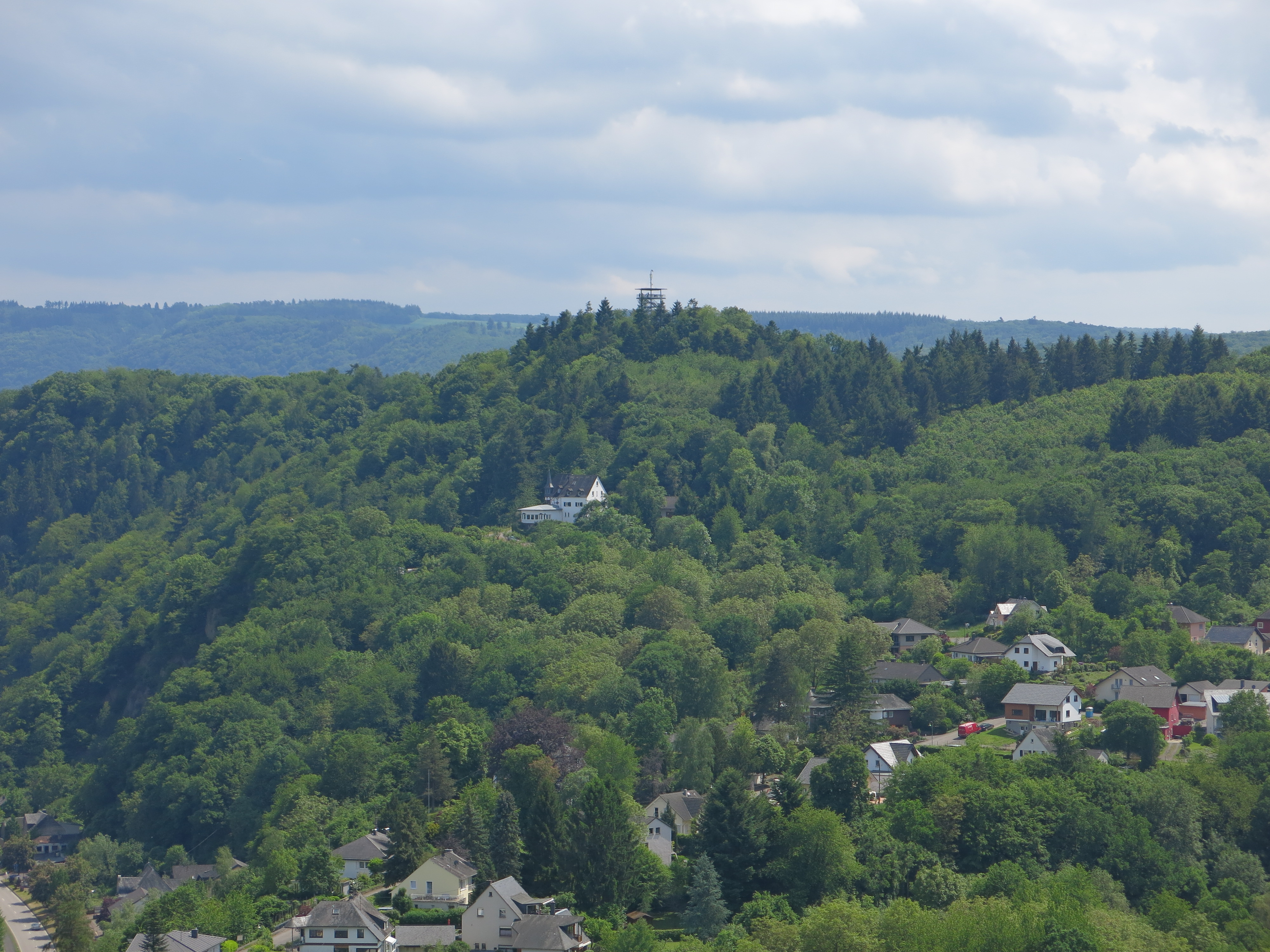
Ansicht des Prinzenkopfs von Nord-Nordwest
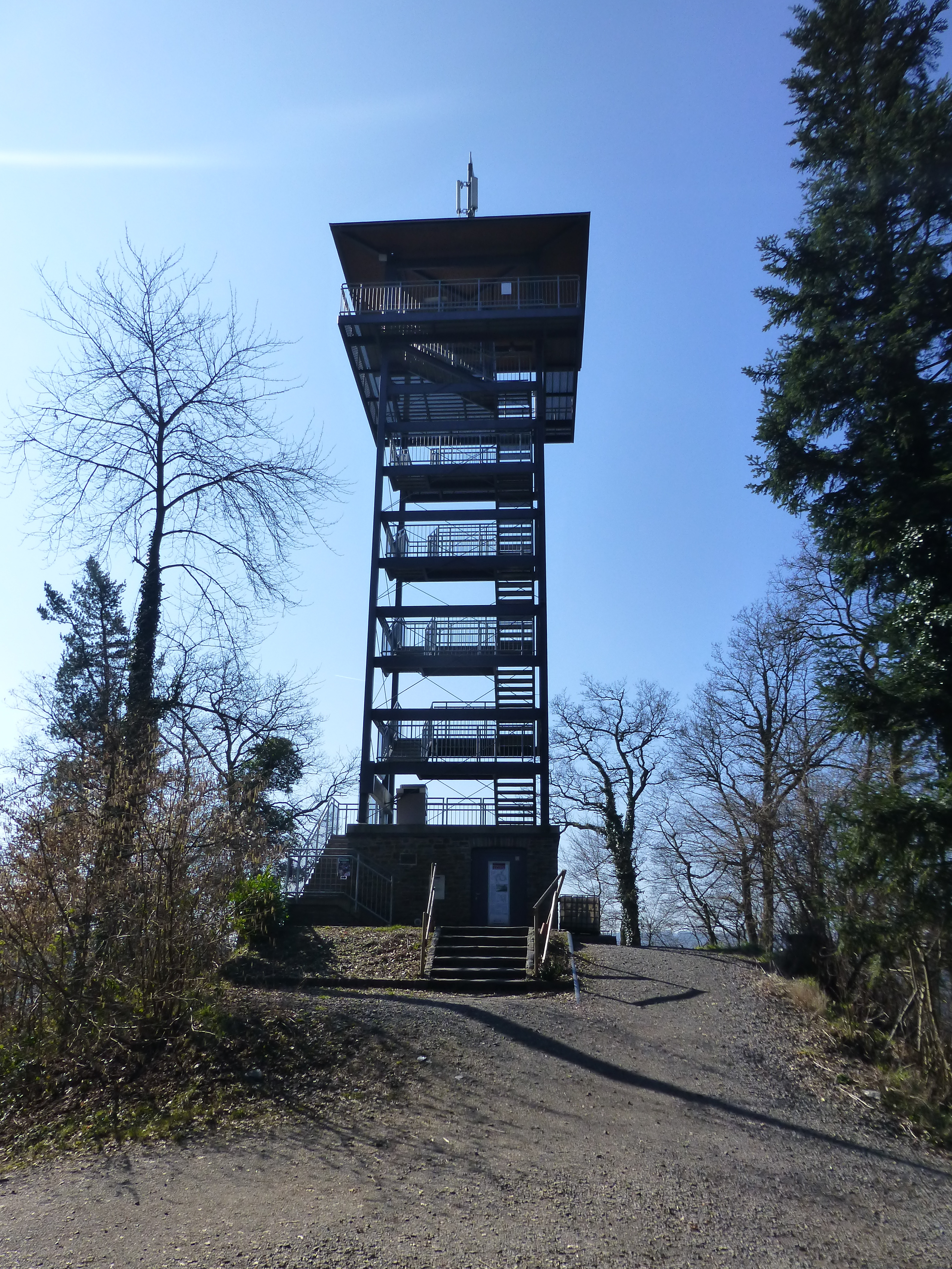
Prinzenkopfturm
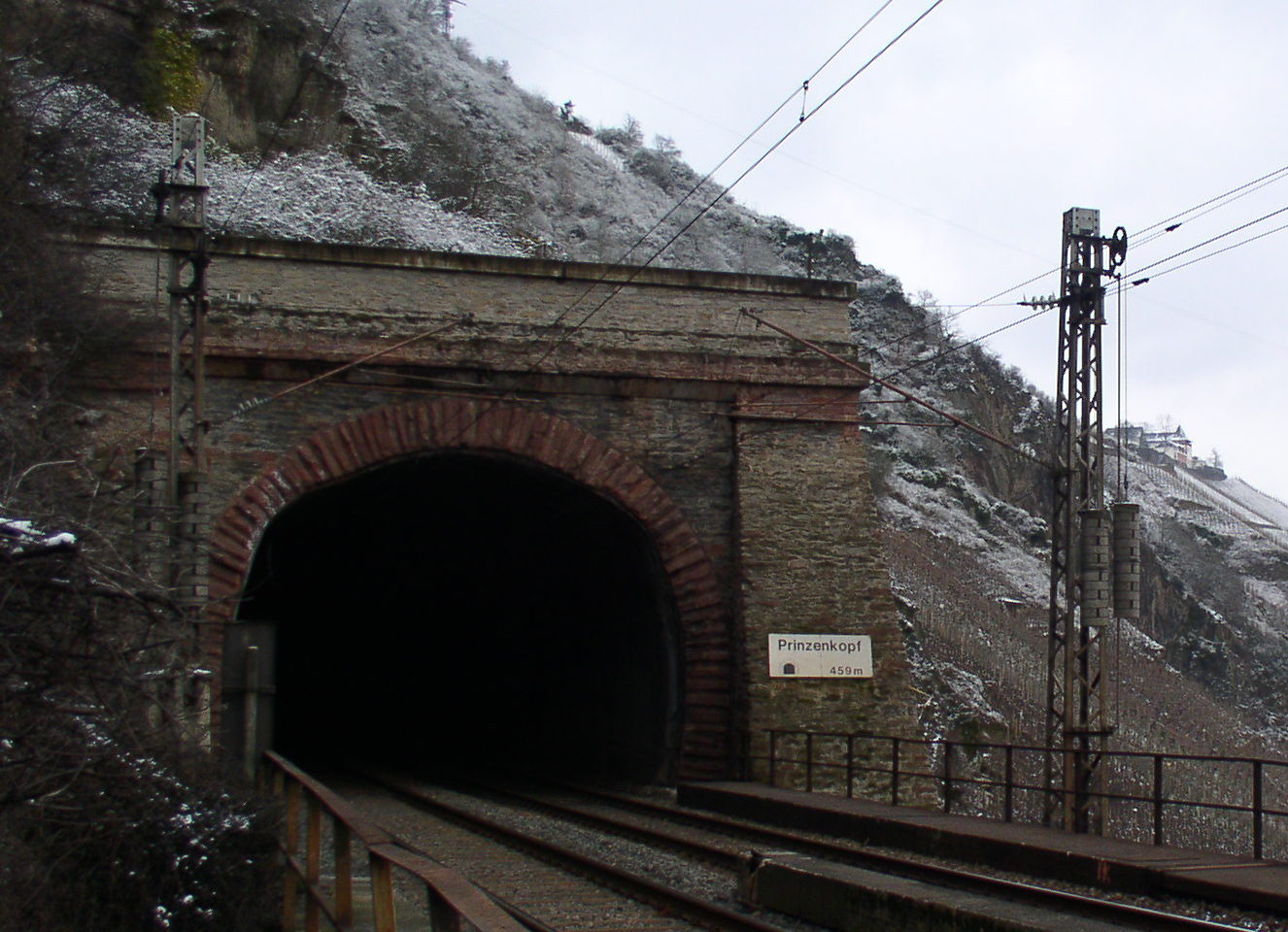
Prinzenkopftunnel (Einfahrt Süd-West)
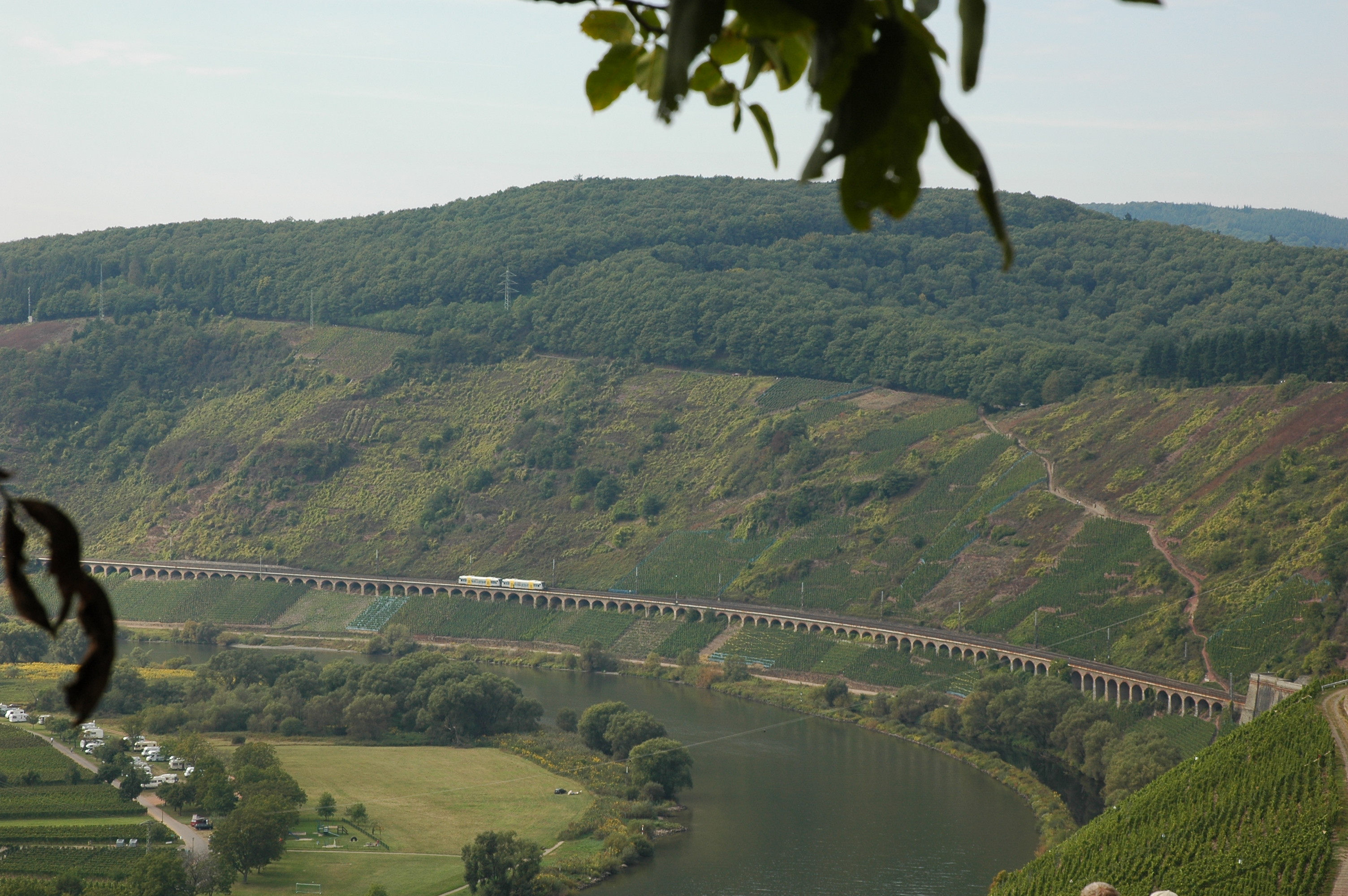
Hangviadukt
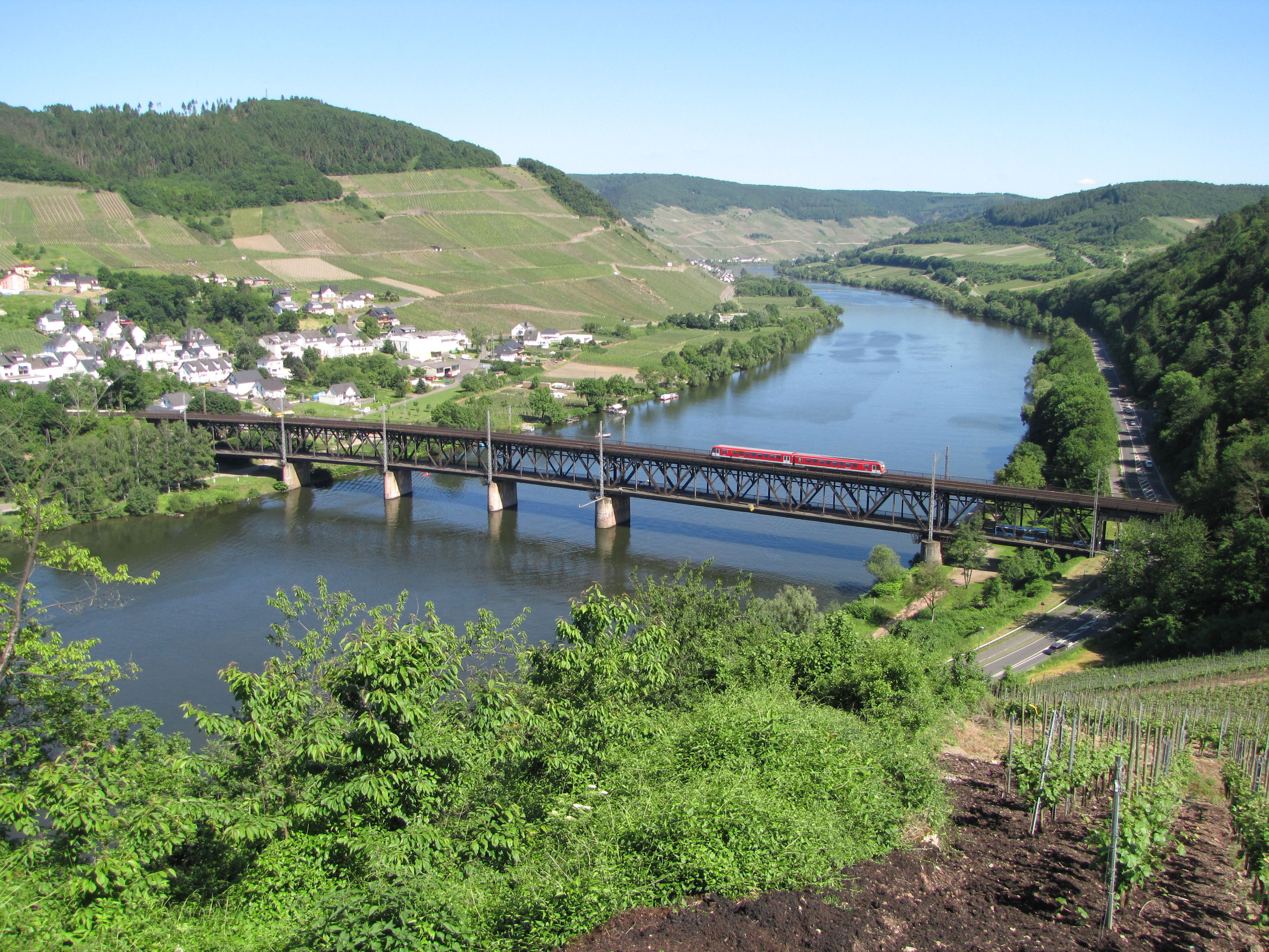
Doppelstockbrücke (Bullay)